# Nennigkofen
Nennigkofen (toponimo tedesco) è una frazione di 488 abitanti del comune svizzero di Lüsslingen-Nennigkofen, nel Canton Soletta (distretto di Bucheggberg).

## Storia

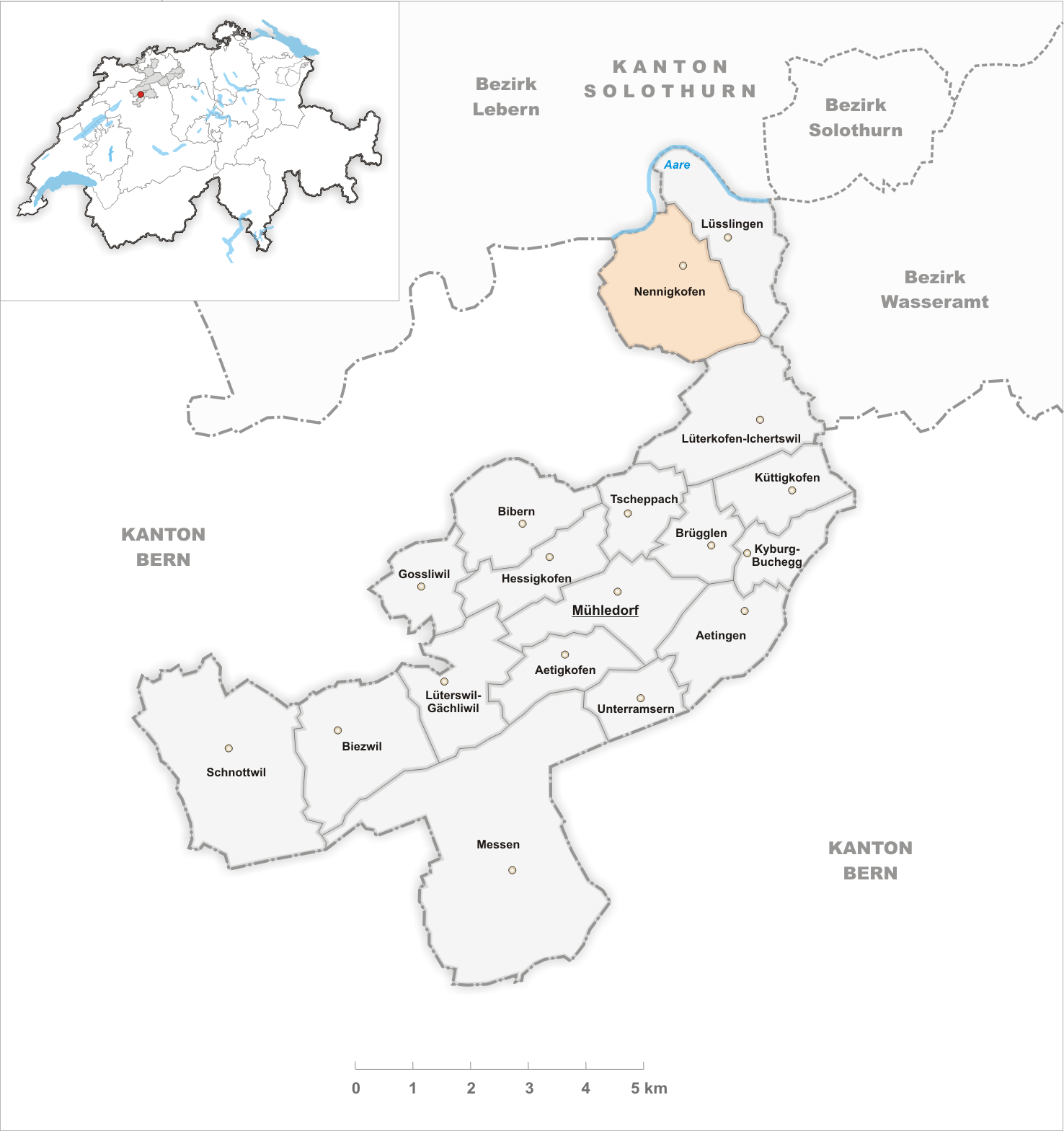
Il territorio del comune di Nennigkofen prima degli accorpamenti comunali del 2013

Fino al 31 dicembre 2012 è stato un comune autonomo che si estendeva per 4,60 km²; il 1º gennaio 2013 è stato accorpato all'altro comune soppresso di Lüsslingen per formare il nuovo comune di Lüsslingen-Nennigkofen, del quale Nennigkofen è il capoluogo.